# Алеку Руссо
Алеку Руссо (рум. Alecu Russo, Alexandru Russu, *17 березня 1819, під Кишиневом — †5 лютого 1859, Ясси) — румунський поет, письменник, літературний критик і публіцист.

## Біографія
Руссо навчався в Швейцарії і Відні. Повернувшись до Румунії, приєднався до демократичного руху. Брав участь в революційних подіях 1848 в Молдові і Трансильванії. Основний твір — лірико-публіцистична поема «Пісня Румунії» (1850), присвячена важкій долі народу і його волелюбним устремлінням. Автор ряду реалістичних нарисів і есе з питань розвитку літератури, театру, фольклору. Нариси «Скала липи», «Совежа». Містять гостру критику феодалізму. Статті Руссо «Народна поезія» (1846), «Молдавський етюд» (1851), «Роздуми» (1855) утверджували думку про суспільне призначення літератури. Більшість його робіт були написані французькою мовою і пізніше перекладені румунською Александрі і Одобеску.
Руссо був одним з ініціаторів збирання національного фольклору. Записав пасторальну баладу «Міоріца» в 1846 в монастирі Собежа, де він перебував на засланні. Він відправив баладу Василе Александрі, який опублікував її в 1850 в журналі «Буковина» (№ 11, стор. 51-52).
На Алеї Класиків в Кишиневі встановлено погруддя Руссо (1957 скульптор В. Ларченко). Також в Кишиневі його ім'ям називається вулиця і ліцей (колишня школа № 53), а в Бєльцях — університет.